# Ponthocythere elongata
Ponthocythere elongata är en kräftdjursart som först beskrevs av Brady 1868.  Ponthocythere elongata ingår i släktet Hemicytherideis, och familjen Cushmanideidae. Arten är reproducerande i Sverige.